# American Cream Draft Horse

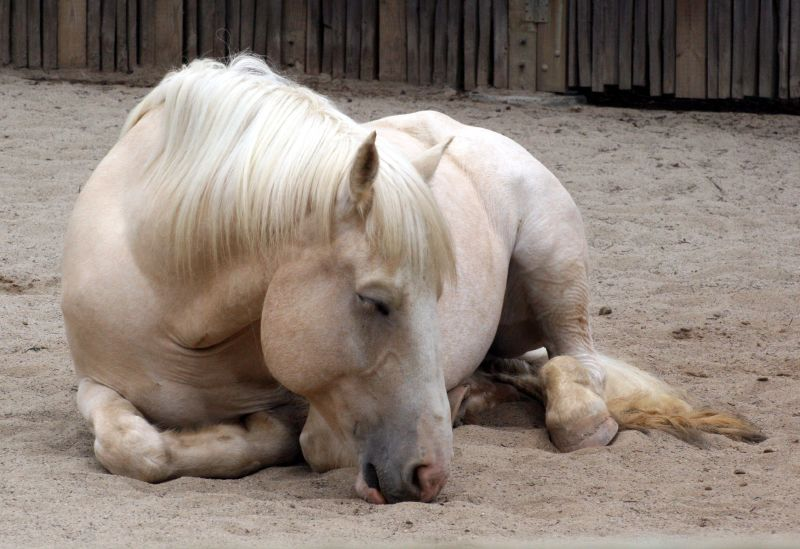
Spící American Cream Draft Horse

American Cream Draft Horse je kůň chladnokrevného typu s typicky krémovou barvou, který byl vyšlechtěn v USA z původních koní. Je to jediné takto vyšlechtěné plemeno chladnokrevného koně v USA, které existuje.

## Původ a historie
První klisna tohoto plemene pocházela ze střední Iowy (USA), kde žila na počátku 20. století. Od této klisny jménem “Old Granny” se odvozuje celé plemeno. “Old Granny” měla vzácnou barvu srsti zvanou světlá isabela (nebo také žluťák).  Koně se křížily s různými chladnokrevnými plemeny, ale krémová barva se stále udržovala. Roku 1944 byl v Iowa Falls založen provizorní chovatelský svaz, oficiálně bylo plemeno přijato až roku 1950.

## Vzhled
American Cream Draft Horse má delší rovnou hlavu, silný krk a plochý kohoutek. Mají svalnaté plece, široký hrudník a silnou záď. Mívají klidný a ochotný temperament. 
kohoutková výška: 160–170 cm
hmotnost: 750–950 kg

### Zbarvení
Výhradně světle krémové s bílými žíněmi. Očí mají buď světle hnědé nebo jantarové, rodí se však s modrými, které jim postupně tmavnou. Kůži mají převážně růžovou vzácně mohou mít i černou.